# Carebaco-Meisterschaft 2005
Die Carebaco-Meisterschaft 2005 im Badminton fand vom 1. bis zum 5. September 2005 in Havanna statt. Die Titelkämpfe sind auch unter dem Namen Central American & Caribbean Championships 2005 bekannt.

## Sieger und Platzierte
| Disziplin    | Gold                        | Silber                          | Bronze                             |
| ------------ | --------------------------- | ------------------------------- | ---------------------------------- |
| Herreneinzel | Ilian Perez                 | Yunier Álvarez                  | Lázaro Yonier Jerez                |
| Herreneinzel | Ilian Perez                 | Yunier Álvarez                  | Virgil Soeroredjo                  |
| Dameneinzel  | Charmaine Reid              | Lisandra Suárez                 | Solángel Guzmán                    |
| Dameneinzel  | Charmaine Reid              | Lisandra Suárez                 | Marlin Maldonado                   |
| Herrendoppel | Mike Beres William Milroy   | Lázaro Yonier Jerez Ilian Perez | Yunier Álvarez Alexander Hernández |
| Herrendoppel | Mike Beres William Milroy   | Lázaro Yonier Jerez Ilian Perez | Bradley Graham Charles Pyne        |
| Damendoppel  | Helen Nichol Charmaine Reid | Valérie Loker Tammy Sun         | Dionne Forde Shari Watson          |
| Damendoppel  | Helen Nichol Charmaine Reid | Valérie Loker Tammy Sun         | Amélie Felx Florence Lavoie        |
| Mixed        | Mike Beres Valérie Loker    | William Milroy Tammy Sun        | Yunier Álvarez Isaura Medina       |
| Mixed        | Mike Beres Valérie Loker    | William Milroy Tammy Sun        | Chris Trenholme Amélie Felx        |
| Teams        | Kuba                        | Jamaika                         | Suriname                           |